# Rudolf Vrba
Rudolf 'Rudi' Vrba, geboren als Walter Rosenberg (Topoľčany, 11 september 1924 - Vancouver, 27 maart 2006), was een universitair docent in de farmacologie aan de University of British Columbia. In april 1944 ontsnapte hij uit het concentratiekamp Auschwitz, samen met een vriend, Alfréd Wetzler, als nummer twee en drie van slechts vijf Joden die dit ooit gelukt is.

## Vrba-Wetzler-rapport
Na hun ontsnapping gaven Vrba en Wetzler informatie over de massamoord in Auschwitz aan de geallieerden. Zij dicteerden dit 32 pagina's tellende document, dat bekend werd als het Vrba-Wetzler-rapport, aan Joodse ambtenaren in Slowakije. Het wordt beschouwd als een van de belangrijkste documenten uit de Tweede Wereldoorlog, doordat het de eerste gedetailleerde en geloofwaardige informatie over het kamp was dat de geallieerden bereikte, alhoewel Witold Pilecki's rapport ruim een jaar eerder de geallieerden bereikte.
Vrba was van mening dat er veel meer levens gered hadden kunnen worden als het rapport eerder was uitgegeven. Dan hadden de Hongaarse Joden namelijk geweten dat ze vergast zouden worden in plaats van hervestigd, zoals de Duitsers hen vertelden. In dat geval zouden ze misschien gevlucht zijn of hebben gevochten in plaats van in de trein te stappen. Hij beweerde dat het rapport opzettelijk achtergehouden werd door de Joods-Hongaarse hulpverleningsorganisatie (het Comité), zodat de complexe maar nutteloze onderhandelingen over het uitwisselen van Joden voor geld of goederen tussen het Comité en Adolf Eichmann, de SS-officier verantwoordelijk voor de transporten, niet in gevaar zouden komen.